# Sellos de España en 2014
Los sellos de España en el año 2014 fueron puestos en circulación por la Sociedad Estatal Correos y Telégrafos de España (la impresión se realizó en la Fábrica Nacional de Moneda y Timbre). En total se emitieron 94 sellos postales (13 en hoja bloque), comprendidos en 54 series filatélicas de temáticas diversas.

## Descripción
| Fecha de emisión | Nombre de la serie o del sello (descripción) | Dimensiones (mm)                    | Valor facial (en €) |
| ---------------- | --- | ----------------------------------- | ------------------- |
| 02.01            | «Arcos y puertas monumentales» 1) El arco de la Malena en Tarancón (Cuenca) | 35,0 × 24,5                         | A                   |
| 02.01            | 2) El portal Miralles en Barcelona | 35,0 × 24,5                         | A                   |
| 02.01            | 3) La puerta de San Ginés en Miranda del Castañar (Salamanca) | 35,0 × 24,5                         | A                   |
| 02.01            | 4) El arco de Villalar en Baeza (Jaén) | 35,0 × 24,5                         | A                   |
| 02.01            | 5) El arco de la Estrella en Cáceres | 35,0 × 24,5                         | A                   |
| 02.01            | 6) El arco de San Benito en Sahagún (León) | 35,0 × 24,5                         | A                   |
| 02.01            | 7) La puerta del Puente en Córdoba | 35,0 × 24,5                         | A                   |
| 02.01            | 8) La puerta de San Lorenzo en Laredo (Cantabria) | 35,0 × 24,5                         | A                   |
| 02.01            | «Turismo español» 1) Composición de cuatro objetos relacionados con el turismo en España: una rosa roja, una naranja, un abanico azul y un tímpano de iglesia | 40,9 × 28,8                         | 0,76                |
| 03.01            | «Centenarios» 1) Diseño alusivo al III centenario de la Real Academia Española que muestra diversas letras del abecedario y tres tomos del Diccionario de la lengua española | 40,9 × 28,8                         | 0,38                |
| 03.01            | «Efemérides» 1) En conmemoración del V centenario de la llegada Juan Ponce de León a las costas de Florida, un sello con la imagen del explorador y una carabela | 40,9 × 28,8                         | 0,92                |
| 03.01            | «Ciencia» 1) Imagen de un acelerador de partículas y la banderas de los países integrantes del Centro Europeo para la Investigación Nuclear (CERN) en ocasión del 60.º aniversario de su fundación                                                                                              | 40,9 × 28,8                         | 0,54                |
| 20.01            | «Personajes» 1) Imagen del fraile Junípero Serra y un mapa medieval de la Baja California | 40,9 × 28,8                         | 0,92                |
| 20.01            | 2) Una escultura del cronista de Indias Pedro Cieza de León y una imagen del Ayuntamiento de Llerena (Badajoz) con la torre de la Iglesia de Nuestra Señora de la Granada | 40,9 × 28,8                         | 0,92                |
| 23.01            | «Burgos 2013 – Capital Española de Gastronomía» 1) Un bodegón sobre una cuchara compuesto de un pincho de morcilla; la olla podrida, quesos variados y una copa de vino tinto | 57,6 × 40,9                         | 0,54                |
| 28.01            | «Centenarios» 1) Diseño alusivo al centenarios de la vivienda social en Sevilla | 40,9 × 28,8                         | 0,54                |
| 28.01            | 2) Con motivo del centenario del Real Racing Club Santander, en el sello se ve una fotografía de los inicios del club sobre el acta de su fundación, el escudo del Racing y un balón de fútbol; todo en los colores del equipo: verde, blanco y negro                                           | 40,9 × 28,8                         | 0,54                |
| 03.02            | «Coleccionismo» 1) Boletos de lotería | 35,0 × 24,5                         | 0,01                |
| 03.02            | 2) Tarjetas postales | 35,0 × 24,5                         | 0,02                |
| 03.02            | 3) Cromos | 35,0 × 24,5                         | 0,05                |
| 03.02            | 4) Minerales | 35,0 × 24,5                         | 0,10                |
| 03.02            | 5) Relojes | 35,0 × 24,5                         | 0,25                |
| 03.02            | 6) Soldados de plomo | 35,0 × 24,5                         | 0,50                |
| 03.02            | 7) Numismática | 35,0 × 24,5                         | 1,00                |
| 03.02            | 8) Filatelia | 35,0 × 24,5                         | 1,00                |
| 06.02            | «Arquitectura rural» 1) El molino manchego | 74,6 × 28,8                         | 0,54                |
| 06.02            | 2) El hórreo asturiano | 74,6 × 28,8                         | 0,54                |
| 06.02            | 3) La barraca valenciana | 74,6 × 28,8                         | 0,54                |
| 12.02            | «Centenarios» 1) Motivo alusivo al centenario de la Escuela Superior de Telegrafía que reproduce la fotografía de la primera promoción de ingenieros del ramo y una cinta perforada de transmisiones                                                                                            | 40,9 × 28,8                         | 0,54                |
| 14.02            | «Efemérides» 1) VIII centenario de la peregrinación de San Francisco de Asís a Santiago de Compostela | 40,9 × 28,8                         | 0,54                |
| 14.02            | 2) Con motivo del milenio del Reino de Badajoz, diversas imágenes de la ciudad de Badajoz: la estatua de Ibn Marwan, fundador de la ciudad; la Torre de Espantaperros; una vista de la Plaza Alta, y en primer plano el nombre de la ciudad en árabe                                            | 40,9 × 28,8                         | 0,54                |
| 14.02            | 3) Retrato del almirante Blas de Lezo, un barco de la Armada Española del siglo XVIII y una garita en la muralla del Castillo San Felipe de Barajas en Cartagena de Indias, con motivo del 325.º aniversario de su nacimiento                                                                   | 40,9 × 28,8                         | 0,54                |
| 18.02            | «Efemérides» 1) Retrato del científico Isaac Peral y dibujo del submarino de propulsión eléctrica que él inventó en ocasión del 125.º aniversario de la botadura del submarino | 28,8 × 40,9                         | 0,54                |
| 27.02            | «Exfilna 2014» (HB) 1) Diseño alusivo a la LII Exposición Filatélica Nacional (Exfilna), celebrada en Torremolinos (Málaga); el sello repruduce la torre Molinos y la hoja bloque muestra un collage con diferentes motivos relacionados con Torremolinos                                       | 40,9 × 28,8 (106 × 79)              | 3,16                |
| 10.03            | «Efemérides» 1) El logotipo de la Fundación SEPI y la casa-palacio del Campus Los Peñascales, un centro de formación para empresas e instituciones ubicado en Torrelodones (Madrid), con motivo del 50.º aniversario de la Fundación                                                            | 40,9 × 28,8                         | 0,38                |
| 12.03            | «Museos» 1) La fachada del Museo de Guadalajara y tres objetos de su colección: una yesería, un vaso y una escultura femenina romana del siglo II | 74,6 × 28,2                         | 0,54                |
| 12.03            | 2) Vista de las Casas Colgadas, sede del Museo de Arte Abstracto Español en Cuenca, y una obra del pintor Fernando Zóbel, uno de los fundadores del museo. | 74,6 × 28,2                         | 0,54                |
| 14.03            | «TICs» 1) Dos ejemplos de las tecnologías de la información y la comunicación: el código QR de la página web de Correos y un emoticono que guiña un ojo | 40,9 × 28,8                         | 0,37                |
| 24.03            | «Patrimonio Mundial» 1) El sello reproduce el anverso de una moneda conmemorativa de dos euros dedicada al parque Güell, incluido en la lista del Patrimonio de la Humanidad de la Unesco La hoja bloque muestra tres vistas del parque, en primer plano el dragón de la escalinata del parque  | 32,0 × 32,0 –círculo– (104,5 × 150) | 3,16                |
| 25.03            | «Marca España» 1) El logotipo de la Marca España | 40,9 × 28,8                         | 0,92                |
| 14.04            | «Marca España» 1) Sello con la marca 'E' de empresa y una imagen de un trabajador en su centro de producción | 40,9 × 28,8                         | 1,00                |
| 23.04            | «Europa 2014» 1) Serie anual a cargo de PostEurop, ese año bajo el tema Instrumentos de música nacionales; el sello muestra al compositor Paco de Lucía tocando una guitarra española | 40,9 × 28,8                         | B                   |
| 24.04            | «Gastronomía española - Cocina tradicional y de innovación» (HB) Dos sellos con olor y sabor del plato que representan. La hoja bloque muestra al chef Ferran Adrià trabajando en una cocina 1) La sopa ajo blanco tradicional                                                                  | 32,0 × 32.0 –círculo– (133 × 99)    | 3,15                |
| 24.04            | 2) Un ajo blanco creación de Ferran Adrià | 32,0 × 32.0 –círculo– (133 × 99)    | 3,15                |
| 24.04            | «Gastronomía española - Productos» (HB) Dos sellos con olor y sabor del producto que representan. La hoja bloque muestra un encuadre del chef Ferran Adrià trabajando en una cocina 1) Una mandarina y su flor                                                                                  | 40,9 × 28,8 (133 × 99)              | 3,15                |
| 24.04            | 2) Jamón ibérico | 40,9 × 28,8 (133 × 99)              | 3,15                |
| 14.04            | «Marca España» 1) Sello con la marca 'S' de sol y una foto de la playa de Pechón (Cantabria) | 40,9 × 28,8                         | 1,00                |
| 05.05            | «Marca España» 1) Sello con la marca 'P' de patrimonio y una foto de la fuente de los Leones en la Alhambra de Granada | 40,9 × 28,8                         | 1,00                |
| 06.05            | «Las Edades del Hombre – Aranda de Duero» 1) Sello con motivo de la exposición realizada por la fundación Las Edades del Hombre en Aranda de Duero, en el que se ve la palabra Eucharistia, una imagen del tímpano de la Iglesia de San Juan y de la de Santa María                             | 57,6 × 40,9                         | 0,76                |
| 08.05            | «Patrimonio Inmaterial de la Humanidad» (HB) Imágenes alusivas a dos ejemplos del Patrimonio Inmaterial de la Humanidad de España 1) La fiesta de los patios de Córdoba | 57,6 × 40,9 (105,8 × 115,2)         | 2,00                |
| 08.05            | 2) El flamenco-Festival del Cante de las Minas | 57,6 × 40,9 (105,8 × 115,2)         | 2,00                |
| 16.05            | «Deportes» 1) Un balón de fútbol antiguo y el logotipo de la Federación Vizcaína de Fútbol, con motivo del 100.º aniversario de su fundación | 40,9 × 28,8                         | 0,76                |
| 22.05            | «Marca España» 1) Sello con la marca 'A' de arte y la reproducción del cuadro Las meninas de Velázquez | 40,9 × 28,8                         | 1,00                |
| 05.06            | «Marca España» 1) Sello con la marca 'Ñ' de la lengua española y una imagen con los dos tomos del libro Don Quijote de la Mancha de Cervantes y La ciudad y los perros de Vargas Llosa | 40,9 × 28,8                         | 1,00                |
| 12.06            | «Copa Mundial de la FIFA Brasil 2014» (HB) 1) La bandera de España y el logotipo del Mundial | 33,2 × 33,2 (105,6 × 79,2)          | 1,00                |
| 12.06            | 2) La bandera de Brasil y la Copa Jules Rimet | 33,2 × 33,2 (105,6 × 79,2)          | 1,00                |
| 13.06            | «Marca España» 1) Sello con la marca 'A' de avance y la imagen de un microscopio electrónico, ejemplo de innovación y tecnología española | 40,9 × 28,8                         | 1,00                |
| 19.06            | «Patrimonio de la Humanidad - Conjuntos Urbanos» (HB) Dos vistas en calcografía de la ciudad de Toledo 1) Vista no. 1 | 40,9 × 57,6 (220 × 170)             | 1,00                |
| 19.06            | 2) Vista no. 2 | 57,6 × 40,9                         | 1,00                |
| 19.06            | «Efemérides - IV centenario del fallecimiento de El Greco» (HB) 1) La hoja bloque reproduce el cuadro Vista y plano de Toledo (1608) de El Greco.El sello muestra el fragmento en el que aparece la Virgen                                                                                      | 28,8 × 40,9 (150,5 × 86,4)          | 2,00                |
| 20.06            | «Cuerpos generales de la Administración del Estado» 1) El logotipo del Cuerpo de Ingenieros de Caminos, Canales y Puertos y las imágenes de un acueducto y un puente colgante | 40,9 × 28,8                         | 0,54                |
| 20.06            | 2) El logotipo del Cuerpo de Ingenieros Agrónomos y un diseño alusivo a la agricultura que muestra una serie de mazorcas de maíz | 40,9 × 28,8                         | 0,54                |
| 27.06            | «Efemérides» Tres diseños alusivos con motivo del 75.º aniversario de las siguientes instituciones: 1) La ONCE, en el que se muestra su logotipo y la leyenda «La ilusión» escrita con una cinta roja                                                                                           | 40,9 × 28,8                         | 0,38                |
| 27.06            | 2) La Agencia EFE, en el que se muestra su logotipo y la leyenda «La actualidad mundial en español» escrita sobre un teclado | 40,9 × 28,8                         | 0,38                |
| 27.06            | 3) El Ejército del Aire, en el que se ve su emblema y una exhibición de la Patrulla Águila | 40,9 × 28,8                         | 0,38                |
| 08.07            | «Arte contemporáneo» (HB) 1) La obra Ça Va (2004) del pintor Miquel Barceló | 40,9 × 57,6 (79,2 × 105,6)          | 3,15                |
| 11.07            | «Cine español» Tres grandes artistas del mundo del cine y la canción españoles 1) El cantante Manolo Escobar | 33,2 × 49,8                         | 0,76                |
| 11.07            | 2) La actriz Sara Montiel | 33,2 × 49,8                         | 0,76                |
| 11.07            | 3) El actor Alfredo Landa | 33,2 × 49,8                         | 0,76                |
| 17.07            | «Vehículos de época» (HB) Emisión dedicada a las motocicletas de la marca Harley-Davidson 1) Una Harley-Davidson 350 (1927) | 40,9 × 57,6 (105,6 × 79,2)          | 0,92                |
| 17.07            | 2) Una Harley-Davidson 1200j (1929) | 40,9 × 28,8                         | 0,92                |
| 17.07            | 3) Detalle de la Harley-Davidson 1200j (1929) | 40,9 × 28,8                         | 0,92                |
| 31.07            | «Efemérides» 1) Imagen de la Virgen de las Nieves con motivo del 400 aniversario de la Cofradía de Nuestra Señora de la Virgen Blanca de Vitoria | 40,9 × 28,8                         | 0,76                |
| 01.09            | «Deportes - Santander, sede Mundial de Vela Olímpica» 1) Diseño alusivo al Campeonato Mundial de Vela Olímpica de 2014, celebrado en Santander entre el 11 y el 21 de septiembre | 28,8 × 40,9                         | 0,92                |
| 10.09            | «Efemérides» 1) Diseño alusivo al segundo centenario del Centro Superior de Estudios de la Defensa Nacional (CESEDEN) que muestra el logotipo de la institución | 40,9 × 28,8                         | 0,76                |
| 10.09            | 2) Bicentenario de la Orden de San Hermenegildo que muestra el emblema de la distinción | 40,9 × 28,8                         | 0,76                |
| 18.09            | «Patrimonio nacional – Tapices» (HB) 1) Detalle del tapiz Muerte de Dido (Bruselas, hacia 1660), de la colección del Palacio Real de Madrid. La hoja bloque reproduce el tapiz completo | 57,6 × 40,9 (144 × 115)             | 3,15                |
| 25.09            | «Personajes» 1) El papa Juan Pablo II y la bandera del Vaticano | 40,9 × 28,8                         | 0,92                |
| 01.10            | «León, cuna del parlamentarismo» 1) Motivo alusivo a la convocatoria en el año 1188 por el rey Alfonso IX de los tres estamentos de la Curia Regia del Reino de León para crear las Cortes de León; el sello muestra la Basílica de San Isidoro, el escudo de León y los escaños parlamentarios | 40,9 × 28,8                         | 0,76                |
| 01.10            | «Culturas antiguas – Menorca talayótica» 1) La taula de Torretrencada, monumento representativo de la cultura talayótica de Menorca | 28,4 × 40,9                         | 0,92                |
| 09.10            | «América - UPAEP» 1) Diseño elegido por España para la emisión conjunta de la UPAEP de ese año bajo el tema "Próceres y líderes"; el sello muestra cuatro bustos de personas anónimos, de diferente, razas y regiones sobre la silueta del continente americano                                 | 40,9 × 28,8                         | 0,92                |
| 09.10            | «Humor gráfico – Forges» (HB) 1) Una viñeta del humorista gráfico Forges. La hoja bloque muestra otras once viñetas cómicas (8 en forma de viñeta sin valor postal) | 57,6 × 40,9 (220 × 170)             | 3,15                |
| 12.10            | «Felipe VI. Rey de España» (HB) Una hoja bloque con dos sellos con motivo de la Proclamación de Felipe VI como rey de España. 1) El rey Felipe VI. La hoja bloque muestra la bandera de España y el escudo del rey Felipe VI                                                                    | 40,9 × 57,6 (150 × 104,5)           | 1,00                |
| 12.10            | 2) El rey Felipe VI y la reina Letizia | 40,9 × 57,6 (150 × 104,5)           | 1,00                |
| 17.10            | «Infraestructuras civiles – Estación de Ferrocarril» 1) La estación de Irún y un tren de la serie 112 de Renfe | 40,9 × 28,8                         | 0,76                |
| 20.10            | «Fauna protegida» Cuatro especies amenazadas de peligro de extinción en la península ibérica 1) La nutria (Lutra lutra) | 74,6 × 28,8                         | 0,54                |
| 20.10            | 2) La avutarda (Otis tarda) | 74,6 × 28,8                         | 0,54                |
| 20.10            | 3) El búho real (Bubo bubo) | 40,9 × 57,6                         | 0,92                |
| 20.10            | 4) El águila imperial (Aquila adalberti) | 40,9 × 57,6                         | 0,92                |
| 04.11            | «Numismática» (RA) 1) El reverso de un billete de una peseta del año 1953 | 57,6 × 40,9                         | 2,00                |
| 04.11            | 2) Una moneda de una peseta del año 1944 | 32,0 × 32,0 –círculo–               | 2,00                |
| 07.11            | «Valores Cívico Escolares. Platero y Yo» (HB) 1) Un burro con una flor en el hocico en alusión al libro Platero y yo. La hoja bloque muestra un retrato del escritor del cuento, Juan Ramón Jiménez                                                                                             | 57,6 × 40,9 (105,6 × 150)           | 3,15                |
| 11.11            | «Navidad 2014» 1) Una vidriera que representa la escena típica del nacimiento del Niño Jesús, con la Virgen María y San José | 28,8 × 37,8                         | A                   |
| 11.11            | 2) Seis sellos que unidos forman un árbol de Navidad | 40,9 × 28,8                         | B                   |